# 四谷怪談

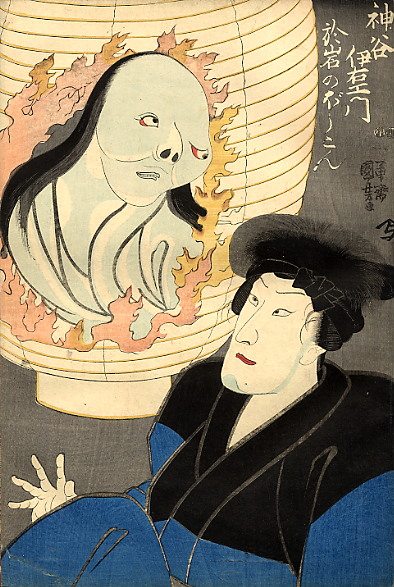
東海道四谷怪談 『神谷伊右エ門 於岩のばうこん』（歌川国芳）

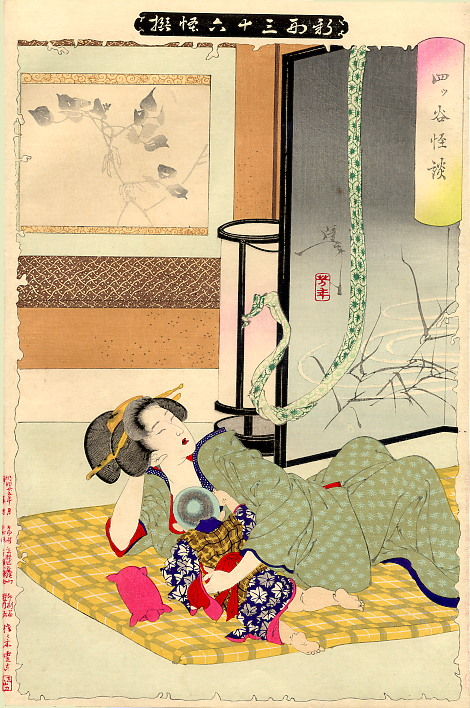
『四ツ谷怪談』（月岡芳年『新形三十六怪撰』）

四谷怪談（よつやかいだん）とは、元禄時代に起きたとされる事件を基に創作された日本の怪談。江戸の雑司ヶ谷四谷町（現・豊島区雑司が谷）が舞台となっている。基本的なストーリーは「貞女・岩が夫・伊右衛門に惨殺され、幽霊となって復讐を果たす」というもので、鶴屋南北の歌舞伎や三遊亭圓朝の落語が有名である。日本一有名な怪談といわれるほど現代に至る怪談の定番とされ、何度も舞台演劇や映画・テレビドラマ化されており、様々なバリエーションが存在する。

## 『於岩稲荷由来書上』
町年寄の孫右衛門と茂八郎という人物が1827年（文政10年）に幕府に提出した調査報告書。各町に古来伝わる逸話や地誌について報告するために書かれたもので、『文政町方書上』という書の中の『四谷町方書上』編の付録という形をとっている（以下『書上』）。

内容は貞享年間（1684年 〜 1688年）、四谷左門町に田宮伊右衛門（31歳）と妻のお岩（21歳）が住んでいて、伊右衛門は婿養子の身でありながら、上役の娘と重婚して子を儲けてしまった。その事を知ったお岩は発狂した後に失踪。その後、お岩の祟りによって伊右衛門の関係者が次々と死んでいき、最終的には18人が非業の最期を遂げた。田宮家滅亡後、元禄年間に田宮家跡地に市川直右衛門という人物が越し、その後、1715年（正徳5年）に山浦甚平なる人物が越してきたところ、奇怪な事件が起きた。このため自らの菩提寺である妙行寺に稲荷を勧請して追善仏事を行ったところ怪異が止んだ――というあらましである。
問題は、書かれたのが鶴屋南北の東海道四谷怪談が上演された2年後の1827年（文政10年）であるということ。南北の四谷怪談を元に作られた可能性もあるので、早稲田大学名誉教授の郡司正勝は「南北が自作を宣伝するために、袖の下を使って書かせたのではないか」と推測している。が、仔細に検討すると『書上』の内容が全て作り話であるというのも難しい。

## 四谷雑談集

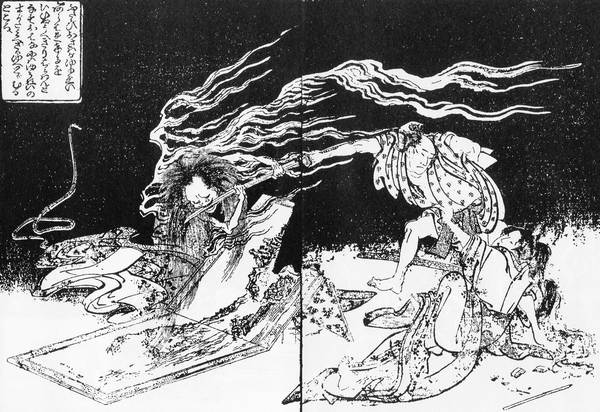
葛飾北斎画『近世怪談霜夜星』

『四谷雑談集』（1727年（享保12年）の奥付）に、元禄時代に起きた事件として記され、鶴屋南北の『東海道四谷怪談』の原典とされた話。
江戸時代初期に勧請された稲荷神社の由来とは年代が合わず、また田宮家は現在まで続いており、田宮家に伝わる話としてはお岩は貞女で夫婦仲も睦まじかったとある。このことから、田宮家ゆかりの女性の失踪事件が、怪談として改変されたのではないかという考察がある。
また、岡本綺堂は、お岩稲荷について、下町の町人の語るところは怪談であり、山の手の武家の語るところは美談と分かれているので、事件が武家に関わることゆえに、都合の良い美談を武家がこしらえたのではないか、という考察をしている。
南北の『東海道四谷怪談』以前に、この話を下敷きにした作品としては、曲亭馬琴『勧善常世物語』（1806年（文化3年））や柳亭種彦『近世怪談霜夜星』（1808年（文化5年））がある。

### あらすじ
四谷在住の御先手鉄砲組同心の田宮又左衛門の一人娘である岩は容姿性格共に難があり、婿を得ることが中々できなかった。浪人の伊右衛門は、仲介人に半ば騙された形で田宮家に婿養子として岩を妻にする。田宮家に入った伊右衛門は、上司である与力の伊東喜兵衛の妾に惹かれ、また喜兵衛は妊娠した妾を伊右衛門に押し付けたいと思い、望みの一致した二人は結託して、岩を騙すと田宮家から追う。騙されたことを知った岩は狂乱して失踪する。岩の失踪後、田宮家には不幸が続き断絶。その跡地では怪異が発生したことから於岩稲荷が建てられた。

## 『東海道四谷怪談』
『東海道四谷怪談』（とうかいどう よつやかいだん）は、鶴屋南北作の歌舞伎狂言。全5幕。1825年（文政8年）、江戸中村座で初演された。
南北の代表的な生世話狂言であり、怪談狂言（夏狂言）。『仮名手本忠臣蔵』の世界を用いた外伝という体裁で書かれ、前述のお岩伝説に、不倫の男女が戸板に釘付けされ神田川に流されたという当時の話題や、砂村隠亡堀（おんぼうぼり）に心中者の死体が流れ着いたという話などが取り入れられた。
岩が毒薬のために顔半分が醜く腫れ上がったまま髪を梳き悶え死ぬ場面（二幕目・伊右衛門内の場）、岩と小平の死体を戸板1枚の表裏に釘付けにしたのが漂着し、伊右衛門がその両面を反転して見て執念に驚く場面（三幕目・砂村隠亡堀の場の戸板返し）、蛇山の庵室で伊右衛門がおびただしい数の鼠と怨霊に苦しめられる場面（大詰・蛇山庵室の場）などが有名である。

### 初演時の趣向
中村座における初演時は、時代物の『仮名手本忠臣蔵』と合わせて2日にわたって上演された。
- 1日目：『忠臣蔵』の六段目（勘平の腹切）まで →『四谷怪談』の三幕目（隠亡堀の場）まで
- 2日目：『忠臣蔵』の七段目（祇園一力の場）以降 →『四谷怪談』の三幕以降 →『忠臣蔵』の討入り

『忠臣蔵』と続けて演じると、塩冶義士・佐藤与茂七が伊右衛門を討った後に高師直の館への討ち入りに参加することになる。
再演以降は『四谷怪談』の部分が単独で上演されている。その場合、与茂七らの登場シーンは省略されたり書替えられたりすることが多い。
配役は以下の通り。
- 尾上菊五郎 - 岩
- 市川團十郎 - 伊右衛門
- 松本幸四郎 - 直助
- 岩井粂三郎 - お袖

岩の役柄は菊五郎の外孫・尾上菊五郎の時代に集大成され、以後音羽屋のお家芸の一つとなった。

### あらすじ（東海道四谷怪談）
時は暦応元年（1338年）、元塩冶家の家臣、四谷左門の娘・岩は夫である伊右衛門の不行状を理由に実家に連れ戻されていた。伊右衛門は左門に岩との復縁を迫るが、過去の悪事（公金横領）を指摘され、辻斬りの仕業に見せかけ左門を殺害。同じ場所で、岩の妹・袖に横恋慕していた薬売り・直助は、袖の夫・佐藤与茂七（実は入れ替った別人）を殺害していた。ちょうどそこへ岩と袖がやってきて、左門と与茂七の死体を見つける。嘆く2人に伊右衛門と直助は仇を討ってやると言いくるめる。そして、伊右衛門と岩は復縁し、直助と袖は同居することになる。
田宮家に戻った岩は産後の肥立ちが悪く、病がちになったため、伊右衛門は岩を厭う（いとう）ようになる。高師直の家臣伊藤喜兵衛の孫・梅は伊右衛門に恋をし、喜兵衛も伊右衛門を婿に望む。高家への仕官を条件に承諾した伊右衛門は、按摩の宅悦を脅して岩と不義密通を働かせ、それを口実に離縁しようと画策する。喜兵衛から贈られた薬のために容貌が崩れた岩を見て脅えた宅悦は伊右衛門の計画を暴露する。岩は悶え苦しみ、置いてあった刀が首に刺さって死ぬ。伊右衛門は、仕えていた小仏小平（こぼとけこへい）を家宝の薬を盗んだ咎で捕らえていたので、それを間男に仕立て上げ惨殺。伊右衛門の手下は岩と小平の死体を戸板の表と裏にくくりつけ、川に流す。
伊右衛門は伊藤家の婿に入るが、婚礼の晩に幽霊を見て錯乱し、梅と喜兵衛を殺害、逃亡する。
袖は宅悦に姉の死を知らされ、仇討ちを条件に直助に身を許すが、そこへ死んだはずの与茂七が帰ってくる。結果として不貞を働いた袖はあえて与茂七、直助二人の手にかかり死ぬ。袖の最後の言葉から、直助は袖が生き別れの妹だったことを知り、自害する。
蛇山の庵室で伊右衛門は岩の幽霊と鼠に苦しめられて狂乱する。そこへ真相を知った与茂七が来て、舅と義姉の敵である伊右衛門を討つ。

## お岩稲荷

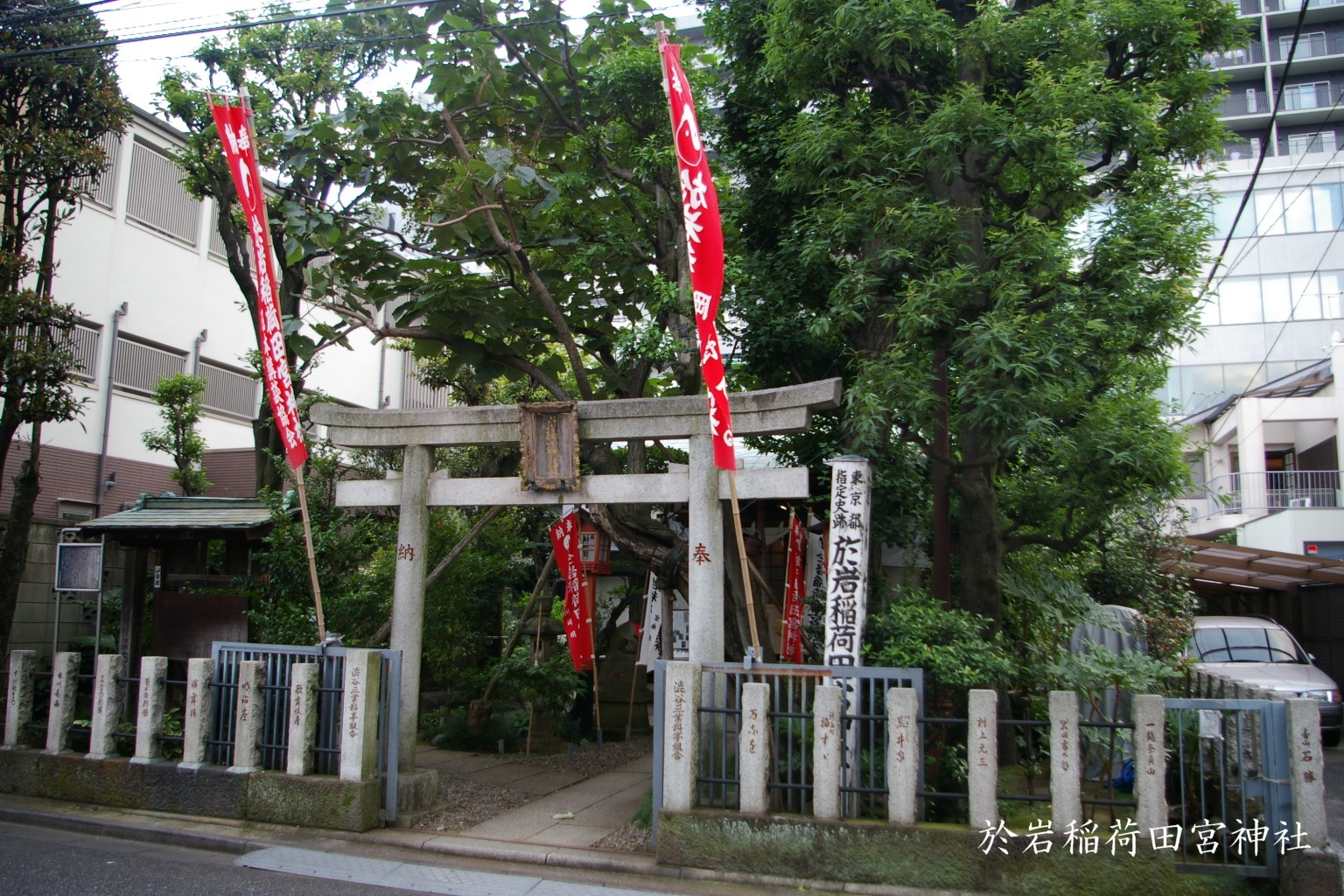
於岩稲荷田宮神社(四谷左門町)

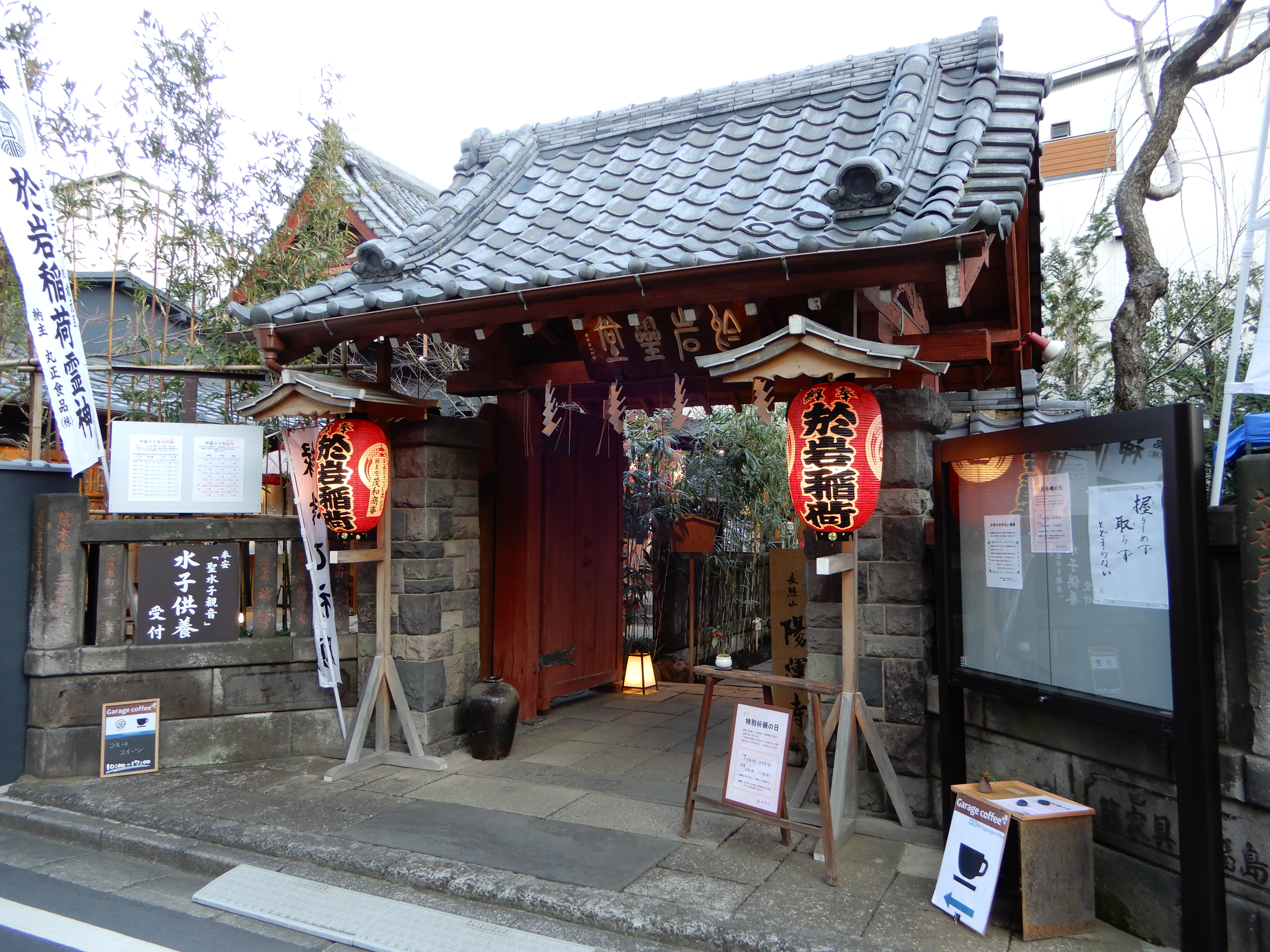
於岩稲荷陽運寺(四谷左門町)

現在、四谷左門町には於岩稲荷田宮神社と於岩稲荷陽運寺が、道を挟んで両側にある。また、中央区新川にも於岩稲荷田宮神社がある。
四谷の於岩稲荷田宮神社（田宮家跡地）は1879年（明治12年）の火災によって焼失して新川に移った。新川の於岩稲荷田宮神社は戦災で焼失したが太平洋戦争後に再建され、また四谷の旧地にも再興された。
陽運寺は昭和初期に創建された日蓮宗の寺院である。境内には「昭和32年に新宿区より文化財に指定されていたお岩様ゆかりの井戸」があり、また境内にある秦山木の下には「お岩様縁の祠」があったと伝えられている。元々は於岩稲荷田宮神社が中央区新川に移転した際、地元の名物が無くなって困った地元の有志が「四谷お岩稲荷保存会」を立ち上げ、この時、本部に祀ったお岩尊という小祠が大きくなったのが陽運寺の成り立ちである。
お岩稲荷が複数もできた要因としては単純に儲かるためである。歌舞伎俳優は元より、お岩の浮気に対して見せた怨念から、男の浮気封じに効くとして花柳界からの信仰を集めたため、賽銭の他に土産物などで地元経済が潤ったからである。このため、『東京日々新聞』『東京曙新聞』といった明治期の新聞には小川某なる人物が何度ももう一つのお岩稲荷を作ろうと画策したことが、記事として残されている。
なお、お岩の「お墓」が、巣鴨の妙行寺（明治時代に四谷から移転）にある。恐らくは2代目田宮伊右衛門の妻の墓だろうと推測される。

## 参考・関連文献
- 河竹繁俊 編『近世実録全書 第4巻』早稲田大学出版部、1928年（昭和3年）。
- 高田衛 編『日本怪談集 江戸編』河出書房新社、1999年（平成11年）。ISBN 4309403425
- 『田宮神社由来記』於岩稲荷田宮神社。
- 皆神龍太郎、志水一夫、加門正一著『新・トンデモ超常現象56の真相』太田出版。
- 永久保貴一『検証四谷怪談・皿屋敷』朝日ソノラマ、1996年（平成8年）。ISBN 4257902744

## 四谷怪談を描いた作品
落語
- 三遊亭圓朝『四谷怪談』創作落語。

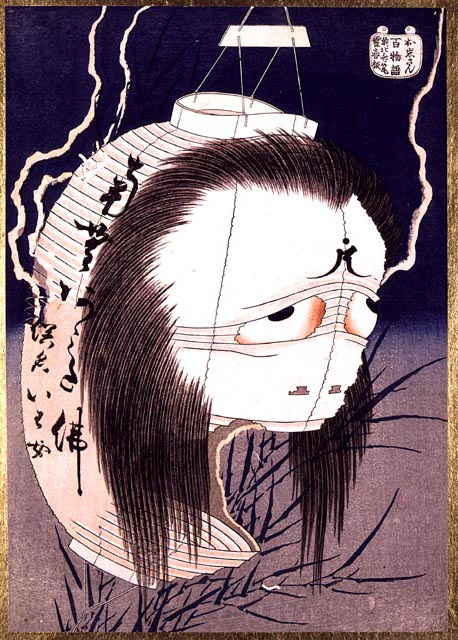
葛飾北斎『百物語』提灯お化けのお岩さん

  - 伊右衛門の見た幽霊は、アルコール依存症による幻覚であるという解釈が加わっている。

絵画
- 歌川豊国『東海道四谷怪談』国立劇場蔵。
- 歌川国貞『当三升四谷聞書』（まねてみますよつやのききがき）、早稲田大学演劇博物館蔵。
- 葛飾北斎『近世怪談霜夜星』挿絵。
- 落合芳幾『東海道四谷怪談』神戸市立博物館蔵。
- 吉川観方『朝露、夕霧』福岡市美術館蔵。
- 歌川豊斎 『按摩宅悦 尾上松助』

小説
- 平山蘆江『お岩伊右衛門』（1934年）
- 京極夏彦『嗤う伊右衛門』（1997年）

映画（戦後）
- 『新釈四谷怪談（前・後篇）』（1949年（昭和24年）松竹、監督：木下惠介、伊右衛門：上原謙、お岩：田中絹代）
- 『四谷怪談』（1956年（昭和31年）新東宝、監督：毛利正樹、伊右衛門：若山富三郎、お岩：相馬千恵子）
- 『四谷怪談』（1959年（昭和34年）大映、監督：三隅研次、伊右衛門：長谷川一夫、お岩：中田康子）
- 『東海道四谷怪談』（1959年（昭和34年）新東宝、監督：中川信夫、伊右衛門：天知茂、お岩：若杉嘉津子）
- 『怪談お岩の亡霊』（1961年（昭和36年）東映、監督：加藤泰、伊右衛門：若山富三郎、お岩：藤代佳子）
- 『四谷怪談』（1965年（昭和40年）東京映画、監督：豊田四郎、伊右衛門：仲代達矢、お岩：岡田茉莉子）
- 『四谷怪談 お岩の亡霊』（1969年（昭和44年）大映、監督：森一生、伊右衛門：佐藤慶、お岩：稲野和子）
- 『魔性の夏 四谷怪談より』（1981年（昭和56年）松竹、監督：蜷川幸雄、伊右衛門：萩原健一、お岩：関根恵子）
- 『忠臣蔵外伝 四谷怪談』（1994年（平成6年）松竹、監督：深作欣二、伊右衛門：佐藤浩市、お岩：高岡早紀）
- 『嗤う伊右衛門』（2004年（平成16年）東宝配給、原作：京極夏彦、監督：蜷川幸雄、伊右衛門：唐沢寿明、お岩：小雪）
- 『四谷怪談』（2006年（平成18年）監督：池田千尋、伊右衛門（伊橋）：眞島秀和、お岩（陽子）：中村優子） - 舞台を現代に置き換えている。2012年、「池田千尋監督特集 9人の女たち9つの生き方」の1本として劇場公開。

テレビドラマ
- 『怪奇ロマン劇場・四谷怪談前編 後編』（1969年（昭和44年）8月23日 - 30日、NET、田村高廣、長門裕之）
- 『日本怪談劇場 四谷怪談 稲妻の章・水草の章』（1970年（昭和45年）8月8日 - 8月15日、東京12チャンネル、田村高廣、嵯峨京子）
- 『怪談』第1話「四谷怪談」（1972年（昭和47年）7月21日、NET、天知茂、円山理映子）
- 『日本名作怪談劇場』第3話「四谷怪談」（1979年（昭和54年）7月4日、東京12チャンネル、伊吹吾郎、八木孝子）
- 『日曜劇場』夏のサスペンスシリーズ「新・四谷怪談」（前・後編）（1987年8月23日・8月30日、TBS、伊右衛門：役所広司、お岩：坂口良子、お袖：岸本加世子）
- 『妻そして女シリーズ・四谷怪談』（1991年（平成3年）7月29日 - 8月9日、毎日放送、磯部勉、吉沢京子）
- 『怪談百物語・四谷怪談』（2002年（平成14年）8月13日、フジテレビ、伊右衛門：原田龍二、お岩：菅野美穂）
- 『日本史サスペンス劇場・四谷怪談の真実』（2008年（平成20年）4月16日、日本テレビ、伊右衛門：金子昇、お岩：須藤温子）

漫画作品
- つのだじろう『恐怖新聞』（1973年（昭和48年） - 1976年（昭和51年） 『週刊少年チャンピオン』）「黒の頁 真説四谷怪談」

アニメ作品
- アニメ版 東海道・四谷怪談（1981年（昭和56年）監督：澤田隆治・大塚康生（鈴木一名義）、作画監督：丹内司、制作：テレコム・アニメーションフィルム、語り：一龍斎貞水）
- 日野日出志 東海道 四谷怪談（2000年（平成12年）監督：平野秀昭、絵:日野日出志、声：伊右衛門（京本政樹）、お岩（戸川京子）
- 怪 〜ayakashi〜「四谷怪談」（2006年（平成18年）監督：今沢哲男、声：伊右衛門（平田広明）、お岩（小山茉美）

音楽
- 『合唱のためのディスカバー・ニッポン<第一集>「東海道四谷怪談」』（2011年（平成23年）作曲：千原英喜）

### 四谷怪談をモチーフとした作品
映画・テレビドラマ
- 『新怪談色慾外道 お岩の怨霊四谷怪談』（1976年、大蔵映画） 監督：小川卓寛、主演：南ゆき）
- 『夜明けの刑事』（1976年）第78話「現代・四谷怪談」
- 『新・松平右近』（1983年）第19話「怪談 すすり泣く古井戸」
- 『忠臣蔵外伝 四谷怪談』（1994年、松竹） 監督：深作欣二、主演：佐藤浩市
- 『喰女-クイメ-』（2014年、東映） 監督：三池崇史、主演：市川海老蔵

舞台
- 岩波ホール演劇シリーズ『東海道四谷怪談』（1976年（昭和51年）岩波ホール）
- 四谷於岩稲荷田宮神社勧進奉納舞台『なぞらえ屋 〜奇巡四谷怪談〜』（2009年（平成21年）9月18日 - 20日、築地本願寺ブディストホールにて上演。La Moon主催、原作・脚本：有里紅良、演出：石山英憲［Theatre劇団子］トータルデザイナー：夢来鳥ねむ）
  - 田宮神社の禰宜よりの依頼により勧進奉納舞台とする事を目的に製作された作品。四谷怪談の伝承が、そのまま現代人を縛る「轍（てつ。作内用語で人の行動に影響を与える思い込みや反射条件の事）という楔」となる可能性を示唆する内容となっている。

- 新国立劇場 2014/2015シーズン『東海道四谷怪談』（2015年（平成27年）6月10日 - 28日、新国立劇場 中劇場にて上演。演出：森新太郎、上演台本：フジノサツコ）
- 木ノ下歌舞伎『東海道四谷怪談 ー通し上演ー』（2012年（平成24年）11月21日 - 24日、あうるすぽっとにて初演。2017年（平成29年）5月、京都芸術劇場・春秋座、あうるすぽっとにて再演。監修・補綴：木ノ下裕一、演出：杉原邦生［KUNIO］）
  - 現行の歌舞伎上演ではカットされることの多い場面や登場人物を含む、上演時間6時間の通し上演。

小説
- 高木彬光『大東京四谷怪談』（1978年）

漫画作品
- かわぐちかいじ 『アクター』（1984年 - 1988年。モーニング）
  - 作中映画『四谷怪談 お梅の恋』の撮影が進む中で、「四谷怪談」に描かれた人間模様に、出演者たちやスタッフが影響を受けながらも、物語を侵食していく勢いの主要人物たちの俳優や映画人としての激しい生き様の描写が、後半部の大筋を成している。

落語
- 『足あがり』 上方落語。「蛇山庵室の場」がモチーフの芝居噺。